# Krigen i Afghanistan (2001-2021)
|  | For andre betydninger, se Krigen i Afghanistan |
Krigen i Afghanistan begyndte den 7. oktober 2001 som reaktion på terrorangrebet den 11. september 2001 mod USA. Formålet med invasionen af Afghanistan var at fange Osama bin Laden, ødelægge al-Qaeda og fjerne Taliban-regimet, som havde støttet al-Qaeda og givet det et tilflugtssted.
Den 7. oktober 2001 indledte USA luftbombardementer af landet, og efter ni ugers krig lykkedes det i december 2001 for USA og dets allierede at fjerne Taliban-styret og indsætte en midlertidig overgangsregering under ledelse af den moderate Hamid Karzai. Taliban fortsatte dog med at bekæmpe den vestlige invasionsstyrke.
For de vestlige invasionsmagter var krigen mindre succesfuld i målet om at hindre Al-Qaedas bevægelsesfrihed. Siden invasionen er Afghanistan blevet mindre stabilt på grund af øget aktivitet blandt krigsherrer og Taliban-tro styrker, voksende illegal narkotikaproduktion og en skrøbelig regering med begrænset kontrol uden for hovedstaden Kabul.
Ved udgangen af 2014 overtog de afghanske sikkerhedsstyrker ansvaret for landets sikkerhed. Styrker fra NATO-lande udgjorde Operation Resolute Support og kæmpede mod Taliban og andre oprørsgrupper, som stadig havde stor magt i dele af landet.
Den 15. august 2021 overtog Taliban igen magten i hovedstaden Kabul, da de amerikanske styrker forlod landet.

## Baggrund
Fra maj 1996 boede Osama bin Laden og medlemmer af Al-Qaeda-netværket i Afghanistan, hvor de havde militære træningslejre for Al-Qaeda-netværket med landets Taliban-styre. Efter bombningerne af to amerikanske ambassader i Afrika i 1998 affyrede USA's militær krydsermissiler mod træningslejrene med begrænset effekt.
FN's sikkerhedsråd havde udstedt Resolution 1267 og 1333 i 1999 og 2000. Resolutionerne var rettet mod Taliban, der gav Al-Qaeda finansiel og materiel støtte for at få styret til at udlevere bin Laden til retsforfølgelse for ambassadebombningerne og få dem til at lukke træningslejrene.

### Efter flykapringer og flyhavarier i USA 11. september 2001
Efter terrorangrebet 11. september 2001 fandt efterforskere hurtigt beviser for, at bin Laden var involveret i angrebet. Bin Laden nægtede først offentligt at være involveret, men kort før det amerikanske præsidentvalg i 2004 bekræftede han på en båndet udtalelse, at han og Al-Qaeda stod bag angrebet.
Den 20. september 2001 gav præsident George W. Bush Taliban et ultimatum i en tale til den amerikanske kongres:
- Udlever Al-Qaeda-lederne i Afghanistan til USA
- Løslad alle fængslede udlændinge[18]
- Beskyt udenlandske journalister, diplomater og nødhjælpsarbejdere i Afghanistan
- Luk terroristernes træningslejre og "udlever alle terrorister og deres støttestruktur til de rette myndigheder"
- Giv USA fuld adgang til træningslejrene for at verificere, at de er lukket

Taliban nægtede at tale direkte med Bush og begrundede dette med, at det ville være en fornærmelse mod islam at tale med en ikke-muslimsk politisk leder. Taliban gav dog gennem deres ambassade i Pakistan udtryk for, at de afslog ultimatummet, da de mente, at de ikke havde fået beviser for, at bin Laden deltog i terrorangrebet. Den 22. september trak de Forenede Arabiske Emirater og Saudiarabien deres diplomatiske anerkendelse af Taliban-regimet tilbage. Dermed var nabolandet Pakistan det eneste land med diplomatiske relationer til styret. Det menes, at Taliban allerede den 4. oktober 2001 hemmeligt foreslog at udlevere bin Laden til Pakistan, hvor han kunne dømmes ved en international domstol, der dømte efter Sharia-lov. Det menes at Pakistan afslog tilbuddet.
Før de militære operationer startede den 7. oktober 2001, tilbød Taliban åbent at retsforfølge bin Laden i en islamisk domstol i Afghanistan. Dette tilbud blev øjeblikkeligt afslået af USA. Først den 14. oktober 2001, syv dage efter krigen startede, tilbød Taliban åbent at udlevere bin Laden til retsforfølgelse i et tredje land, men kun hvis de fik beviser for hans involvering i terrorangrebet 11. september.

## Efter affyring af de første missiler og nedkastning af de første flybårne bomber (mod Afghanistan)
Omkring klokken 16:15 UTC (20:45 lokal tid) 7. oktober 2001 angreb styrker fra USA og Storbritannien: De affyrede missiler og sendte flybårne bomber mod Taliban og Al-Qaeda. Der blev rapporteret om luftangreb mod mål i hovedstaden Kabul, hvor elektricitetsforyningen blev afbrudt, lufthavnen i Kandahar og byen Jalalabad.
USA's regering retfærdiggjorde angrebene som et svar på terrorangrebet 11. september og Talibans manglende efterlevelse af USA's krav. Taliban fordømte angrebene og kaldte dem "et angreb på Islam."
Klokken 17:00 UTC bekræftede præsident Bush angrebet på landsdækkende TV, og den tidligere britiske premierminister Tony Blair talte også til Storbritannien. Bush sagde, at samtidig med at Talibans og terroristernes træningslejre blev angrebet, blev mad, medicin og forsyninger nedkastet til "de sultende mænd, kvinder og børn i Afghanistan."
CNN frigav videooptagelser af Kabul, der blev bombet, til alle amerikanske nyhedsstationer. 
Chefen for USA's generalstab, General Richard Myers, udtalte, at omkring 50 Tomahawk krydsermissiler var affyret fra ubåde og krigsskibe, 15 jagerbombere fra hangarskibe, 25 bombefly som B-1 Lancer, B-2 Spirit, B-52 Stratofortress samt F-16 Fighting Falcon var involveret i den første angrebsbølge. To C-17 Globemaster transportfly skulle levere 37,500 dagsrationer til flygtninge i Afghanistan ved hjælp af faldskærm på angrebets første dag.
En videooptagelse af Osama bin Laden var frigivet før angrebet. På videoen fordømte han alle angreb på Afghanistan. Den arabiske nyhedskanal Al Jazeera rapporterede, at videooptagelserne blev modtaget kort før angrebet. Osama bin Laden påstod på optagelserne, at USA ville fejle i Afghanistan og derefter bryde sammen, præcis som Sovjetunionen havde gjort det. Han kaldte til et muslimsk jihad mod USA.
Bombefly, der opererede højt oppe og uden for antiluftskytsets rækkevidde, begyndte at bombe Al-Qaedas træningslejre og Talibans luftforsvar. Under forberedelserne til krigen havde der været spekulationer i medierne om, hvorvidt Taliban ville forsøge at bruge amerikansk fremstillede Stinger-missiler til at nedskyde angribernes fly. Under den sovjetiske besættelse i 1980'erne havde USA forsynet Afghanistans mujahidun med missilerne, der blev brugt til at nedskyde de russiske kamphelikoptere. Hvis disse missiler stadig eksisterede, blev de i hvert fald ikke brugt, og USA og Storbritannien mistede ingen fly pga. fjendtlig ild. Udover de måske eksisterende Stinger-missiler havde Taliban ikke noget nævneværdigt luftforsvar, og det, de havde, var primært rester fra den sovjetiske besættelse. Angribernes fly kunne operere uforstyrret.
Luftangrebene var til at begynde med koncentreret i området i og omkring byerne Kabul, Jalalabad og Kandahar. Inden for få dage blev de fleste af træningslejrene alvorligt beskadiget, og Talibans luftforsvar ødelagt. Derefter skiftede man til at angribe mål, der var vitale for Talibans kommando, kontrol og kommunikation. To uger inde i luftkampagnen krævede Den Nordlige Alliance, at fokus blev skiftet til at hjælpe deres fremrykning. Efterhånden som krigen fortsatte, begyndte de civile tabstal at stige i de krigshærgede områder. I mellemtiden kom tusinder af Pashtun-militser ind i landet fra Pakistan og forstærkede Taliban. Amerikanske specialstyrker blev indsat for at støtte den nordlige alliance og indkalde flystøtte.
Det næste stadium i luftkampagnen begyndte med hangarskibsbaserede F/A-18 Hornet jagerbombere, der ramte talibanernes køretøjer i nålestiksangreb, andre fly kastede klyngebomber.
Den Nordlige Alliance vandt terræn støttet af luftangrebene. Talibans kommandostruktur begyndte at erodere under presset fra luftbombardementerne. Amerikanske specialstyrker startede nu et angreb ind i det centrale Kandahar. Fremskridtene skete dog langsomt. Det var nu begyndelsen af november.

## Efter Koalitionens angreb for at støtte frontlinjer til Nordlige Alliance
Næste skridt i luftkampagnen var rettet specifikt mod Talibans frontlinje mod Den Nordlige Alliance. Frontlinjen blev bombarderet med 15.000 punds bomber (6,8 ton) og AC-130 fly bevæbnet med 105 mm haubitser. Talibanernes soldater havde ikke erfaringer med flyenes ildkraft og kunne finde på at stille sig fuldt synligt på fjerne bakkedrag, hvilket gjorde det nemt for de amerikanske specialstyrker at indkalde luftstøtte på deres positioner.
2. november var Talibans frontlinje decimeret, og det så for første gang ud, som om Den Nordlige Alliance kunne marchere mod Kabul. Udenlandske kombattanter fra Al-Qaeda overtog bevogtningen af de afghanske byer, hvilket viste Talibanregimets svækkelse. I mellemtiden planlagde Den Nordlige Alliance og deres rådgivere fra CIA og specialstyrkerne offensivens næste stadium. Tropper fra Den Nordlige Alliance ville indtage Mazar-e Sharif, og dermed afskære Talibans forsyningslinjer, efterfulgt af et angreb mod selve Kabul.

### Overtagelse af Mazar-e Sharif
9. november 2001 begyndte slaget om Mazar-e Sharif. Amerikanske bombefly tæppebombede talibantropperne, der var koncentreret i Chesmay-e-Safa-kløften, der markerer indgangsvejen til byen. Klokken 14:00 bevægede tropper fra Den Nordlige Alliance sig ind på byen fra syd og vest og erobrede byens primære militærbase og lufthavnen. Tropperne nedkæmpede derefter de resterende talibantropper i kløften foran byen og mødte kun let modstand. Inden for fire timer var slaget om byen overstået. Ved solnedgang trak de resterende talibantropper sig ud mod syd og øst. Næste dag gennemsøgte tropperne fra Den Nordlige Alliance byen, og der gik rygter om summariske henrettelser af talibanstøtter. Omkring 100 talibanere blev dræbt i en skolebygning. En talsmand for FN udtalte senere, at de blev henrettet på stedet, mens Den Nordlige Alliance påstod, at de havde gjort modstand, og havde nægtet at overgive sig.
Den samme dag, 10. november, overrendte Den Nordlige Alliance fem nordlige provinser i et hurtigt fremstød. Mazar-e Sharifs fald havde udløst et komplet sammenbrud i talibanernes stillinger. Mange lokale krigsherrer skiftede side i stedet for at slås. Regimet var ved at gå op i sømmene i den nordlige del af landet. Mange af talibanernes frontsoldater blev flankeret og overgav sig derefter i byen Kunduz mens Den Nordlige Alliance fortsatte forbi dem mod syd. Selv i det sydlige Afghanistan mindskedes Talibans kontrol med magten. Det religiøse parti påbegyndte jævnlige patruljer. Det så ud, som om Talibanstyret var ved at kollapse.

### Overtagelse af Kabul
Om aftenen 12. november flygtede talibanstyrkerne fra Kabul under dække af mørket. Da tropperne fra Den Nordlige Alliance ankom om eftermiddagen 13. november, var der kun bombekratere, brændt bevoksning og den udbrændte ammunition fra Talibans kanonstillinger tilbage. En gruppe på omkring 20 arabiske soldater, der gemte sig i byens park, var de eneste tilbageværende forsvarere. Denne gruppe blev nedkæmpet på omkring et kvarter. Derefter var Kabul nu kontrolleret af NATO-tropper og Den Nordlige Alliance.
Kabuls fald markerede begyndelsen på Talibans sammenbrud over hele landet. Indenfor 24 timer var alle de Afghanske provinser langs grænsen til Iran, heriblandt byen Herat, faldet. Lokale Pashtunledere og krigsherrer havde overtaget magten i det nordøstlige Afghanistan, herunder nøglebyen Jalalabad.
De sidste Talibantropper i nord, der primært bestod af pakistanske frivillige, faldt tilbage til den nordlige by Kunduz for at holde stand der. 16. november blev Talibans sidste tilholdssted i det nordlige Afghanistan belejret af Den Nordlige Alliance. Omkring 10.000 Talibansoldater, ledet af udenlandske kombattanter, nægtede at overgive sig, og fortsatte en indædt modstand. Samtidig var Taliban blevet drevet tilbage til deres magtcentrum i det sydøstlige Afghanistan, omkring Kandahar.
13. november havde tropper fra Al-Qaeda og Taliban, muligvis i følgeskab med Osama bin Laden, regrupperet og koncentrerede deres styrker i hulekomplekset Tora Bora ved den pakistanske grænse, 50 km sydvest for Jalalabad. Her forberedte de en kamp mod Den Nordlige Alliance og NATO-tropperne.
Næsten 2.000 Al-Qaeda- og Taliban-tropper befæstede deres stillinger i bunkere og bjerghuler. 16. november begyndte amerikanske bombefly at bombe bjergfortet. Samtidig begyndte personel fra CIA og specialstyrkerne at arbejde i området. De betalte lokale krigsherrer for at deltage i kampene og planlagde angrebet på Tora Bora komplekset.

### Overtagelse af Kunduz
Mens bombardementerne af Tora Bora blev optrappet, fortsatte belejringen af Kunduz. Til sidst, efter ni dages voldsomme kampe og amerikanske luftbombardementer, overgav Taliban-soldaterne sig til Den Nordlige Alliances tropper 25. og 26. november 2001. Kort før overgivelsen evakuerede pakistanske fly nogle hundrede efterretnings- og militærfolk, der havde været i landet før invasionen for at hjælpe Taliban med bekæmpelsen af Den Nordlige Alliance. Det menes, at op mod fem tusind personer blev evakueret fra regionen som helhed, heriblandt Taliban- og Al-Qaedatropper.

#### Fangeoprør i fortet Qala-i-Jangi
25. november begyndte de tilfangetagne talibankrigere at blive gennet sammen i fortet Qala-i-Jangi nær Mazar-e Sharif. Nogle af fangerne angreb deres vagter, erobrede deres våben og åbnede ild. Dette startede et større fangeoprør blandt 600 fanger, der snart indtog den sydlige del af fortet. Fortet stammede fra middelalderen, men havde et våbenlager med håndvåben, der snart blev erobret af fangerne. En amerikansk CIA-agent, John Michael Spann, der var i gang med at forhøre fanger, blev dræbt, og var den første dræbte amerikaner i krigen. Oprøret blev først slået ned efter syv dage med voldsomme kampe mellem fangerne og en blanding af britiske specialtropper fra Special Boat Service, amerikanske grønne baretter og tropper fra Den Nordlige Alliance. AC-130-fly og andre ildstøttefly beskød ved flere lejligheder fortet. Kun 86 af de mange hundreder talibanfanger overlevede, og omkring 50 soldater fra Den Nordlige Alliance blev dræbt.
Der har siden været kritik af den brutalitet, fangeoprøret blev nedkæmpet med.
Det knuste fangeoprør markerede enden på kamphandlingerne i det nordlige Afghanistan, hvor krigsherrer fra Den Nordlige Alliance nu sad sikkert på magten.

### Overtagelse af Kandahar
I slutningen af november var Talibanbevægelsens centrum, Kandahar, deres sidste større tilflugtssted. Kandahar var under stigende pres. Næsten 3.000 stammekrigere, under ledelse af Hamid Karzai, og Kandahars tidligere guvernør Gul Agha Sherzai, lagde pres på Talibans styrker fra øst og afskar byens forsyningslinjer. Mod nord og nordøst nærmede Den Nordlige Alliance sig. I mellemtiden var de første amerikanske landtropper i større antal ankommet. Næsten 1.000 marinesoldater oprettede en fremskudt base i ørkenen syd for Kandahar 25. november. De første egentlige kamphandlinger med amerikansk indblanding fandt sted dagen efter, da 15 pansrede køretøjer nærmede sig basen og blev angrebet med helikoptere, der ødelagde mange af dem. I mellemtiden fortsatte luftangrebene mod Talibans stillinger i selve Kandahar, hvor også Mullah Omar befandt sig. Omar, Talibanernes leder, beordrede sine tropper til at kæmpe til døden, selvom de nu kun kontrollerede 4 af Afghanistans 30 provinser.
Mens Taliban således var tæt på at miste sit sidste tilflugtssted, forøgede de amerikanske styrker deres fokus på Tora Bora. Lokale militser, omkring 2.000 mand, var betalt og organiseret af de Grønne Baretter og CIA operatører. De samledes til et angreb på hulerne, mens der fortsat var voldsomme bombardementer af al-Qaedas stillinger. 100-200 civile blev rapporteret dræbt, da bomber ramte en landsby nær Tora Bora. 2. december blev en gruppe på 20 amerikanske specialtropper indsat med helikopter for at støtte operationen. 5. december sikrede militssoldaterne området under hulerne og opstillede kampvognsstillinger, hvorfra de kunne beskyde deres fjende. Al-Qaedatropperne trak sig tilbage til højere beliggende stillinger og befæstede dem til det kommende slag.
6. december 2002 begyndte Omar at sende signaler om, at han var klar til at overgive Kandahar til stammekrigerne efter de langvarige luftbombardementer. Den amerikanske regering nægtede dog at give ham og de øvrige ledere amnesti. 7. december slap Mullah Omar ud af byen med en gruppe loyale folk og bevægede sig mod nordvest ind i bjergene i provinsen Uruzgan. Andre medlemmer af Talibans ledelse flygtede ind i Pakistan gennem afsidesliggende bjergpas i provinserne Paktia og Paktika. De fleste af Talibantropperne i Kandahar var nu flygtet. Grænsebyen Spin Boldak overgav sig samme dag, og Taliban kontrollerede nu ikke længere byer i landet. De afghanske stammekrigere under Gul Agha indtog Kandahar, efter at de resterende forsvarere havde nedlagt deres våben. Marinesoldaterne indtog lufthavnen uden for byen og etablerede en amerikansk base her.

### Slaget om Tora Bora
Al-Qaeda holdt stadig stand i Tora Bora-bjergene, mens stammemilitserne rykkede frem gennem det ufremkommelige terræn støttet af amerikanske luftbombardementer, der blev styret af specialstyrker. Da situationen blev vanskelig, indvilgede Al-Qaeda i  våbenhvile, så de kunne overgive sig. Nogle mener, at det var et trick, der tillod de vigtigste Al-Qaedaledere at flygte fra området. 12. december brød kampene ud igen. Igen pressede stammefolk og specialstyrker frem mod hulerne og Al-Qaedas bunkere, der lå spredt i området. 17. december var det sidste hulekompleks indtaget. En eftersøgning fortsatte ind i januar 2002, men der var ingen spor efter bin Laden eller den øvrige Al-Qaedaledelse. Det menes, at de allerede var sluppet ind i Pakistan mod syd og øst. Det anslås, at omkring 200 Al-Qaedasoldater blev dræbt under slaget. Antallet for stammemilitserne kendes ikke. De amerikanske tab er ikke  rapporteret.

## Efter resolutionen til FN's sikkerhedsråd, om ISAF
International Security Assistance Force, eller ISAF, blev autoriseret af FN's sikkerhedsråd 20. december 2001 med resolution 1386. Styrken blev til at begynde med udstationeret omkring Kabul. ISAF-operationens eksistens bragte soldater med fra land i tillæg til styrkerne fra USA og Storbritannien. (Den første del af krigen blev udført af tropper fra USA og Storbritannien.)

### Operation Anaconda
Efter slaget om Tora Bora konsoliderede de amerikanske tropper og deres afghanske allierede deres kontrol over landet. Efter et stort møde mellem de større afghanske grupperinger og stammeledere blev der dannet en midlertidig regering under Hamid Karzai. De amerikanske tropper etablerede deres primære base ved Bagram luftbasen nord for Kabul. Kandahar lufthavn blev også en vigtig base. En række fremskudte baser blev etableret i de østlige provinser, hvorfra man eftersøgte talibanere og Al-Qaedafolk. Antallet af vestlige tropper under amerikansk ledelse steg efterhånden til over 10.000. 9. januar ankom 102 danske specialtropper til Camp Mjølner i Kandahar, og deltog nu i hemmelige operationer sammen med amerikanerne og andre NATO-tropper.
Taliban og Al-Qaeda havde dog ikke opgivet kampen. Al-Qaedas tropper begyndte at regruppere ved Shahi-Kot bjergene i provinsen Paktia i januar og februar 2002. En talibanleder, der var flygtet til provinsen, Mullah Saifur Rehman, begyndte også at genopbygge sine militstropper. Sammenlagt var de omkring 1,000 i begyndelsen af marts 2002. Deres mål var at bruge regionen som udgangspunkt for guerillaangreb og muligvis en større offensiv efter samme mønster som mujahideenkrigerne, der havde bekæmpet den russiske besættelsesmagt i 1980'erne.
Amerikanske tropper og deres allierede afghanske efterretningskilder kom snart under vejrs med denne troppeopbygning. Man forberedte et stort angreb for at imødegå truslen. 2. marts 2002, startede amerikanske, afghanske og andre allierede, herunder danske, tropper en offensiv mod Al-Qaeda og Talibans styrker i Shahi-Kot bjergene. Oprørsstyrken, der var bevæbnet med håndvåben, RPG'er og mortérer havde forskanset sig i huler og bunkere på bjergsiderne i højder der generelt var over 3.000 meter over havet. Herfra bevægede de sig ud og angreb de amerikanske og afghanske styrker, hvorefter de trak sig tilbage til huler og bunkere som beskyttelse mod de amerikanske bombefly. De amerikanske ledere undervurderede først modstanden og anslog den til under 200. Det viste sig at der var langt flere, ifølge nogle estimater 1.000-5.000, og de modtog forstærkninger.
6. marts 2002 blev otte amerikanere og syv afghanske soldater såret. Det blev rapporteret, at 400 af modstanderne var blevet dræbt i kampene. Da operationen blev erklæret afsluttet 18. marts, var også en australsk soldat blevet dræbt, og det blev anslået, at omkring 650 Taliban- og Al-Qaedatropper var blevet dræbt. Hundredvis af oprørere var dog flygtet til stammeområderne i Waziristan og over grænsen til Pakistan.
Efter Operation Anaconda menes det, at Al-Qaedatropperne etablerede sig mellem venligtsindede stammer i Pakistan, hvor de kunne genopbygge deres styrker. Senere begyndte de at lave mindre angreb over grænsen til Afghanistan.

### 2003-2005
Efter at have undgået større kampe med de internationale styrker i 2002, begyndte resterne af Taliban at forberede sig på det oprør, som Mullah Omar havde lovet i Talibans sidste dage ved magten.
I september påbegyndte Taliban en rekrutteringskampagne i Pashtun-områderne i både Afghanistan og Pakistan for at  forny "jihad" eller hellig krig mod den afghanske regering og den amerikansk ledede koalition. Pamfletter der krævede jihad blev distribueret i al hemmelighed, og begyndte at dukke op i landsbyer i det tidligere Taliban-centrum i det sydøstlige Afghanistan.
Små mobile træningslejre blev etableret langs grænsen til Pakistan af flygtninge fra Al-Qaeda og Taliban, for at træne nye rekrutter i guerillakrig, ifølge afghanske kilder og en rapport fra FN. De fleste nye rekrutter kom fra madrassaer, koranskoler, i stammeområderne i Pakistan. Større baser, nogle med op til 200 mand, blev etableret i de bjergrige områder i Pakistan sommeren 2003. De pakistanske grænsestyrkers vilje til at forhindre infiltreringen blev draget i tvivl, og de pakistanske militæroperationer nyttede ikke meget.
Taliban reorganiserede og genopbyggede gradvist deres styrker i løbet af vinteren og forberedte sig på en sommeroffensiv. De etablerede nye operationsformer med grupper på omkring 50 mand og angreb isolerede forposter og konvojer. Derefter dannede de grupper på 5-10 mand for at undvige forfølgelse. Efter denne strategi blev de internationale styrker kun angrebet indirekte med raketter og improviserede sprængladninger. For at koordinere strategien udpegede Mullah Omar et ti mand stort råd med ham selv som leder. Der blev oprettet fem operationszoner med ansvarlige ledere fx Mullah Dadullah, der stod for operationer i Zabul-provinsen. Al-Qaeda i det østlige Afghanistan havde en mere aggressiv strategi og gik målrettet efter amerikanerne og forsøgte bagholdsangreb.
De første tegn på at Talibans styrker regrupperede kom 27. januar 2003 under Operation Mongoose, hvor en gruppe allieret med Taliban og Hezb-i-Islami blev opdaget og angrebet af amerikanske styrker ved hulekomplekset Adi Ghar 24 km nord for Spin Boldak. 18 oprørere blev dræbt, og 12 overgav sig. Man mistænkte, at stedet blev brugt til at formidle forsyninger og tropper fra Pakistan. De første isolerede angreb fra relativt store grupper af taliban fandt sted på den tid.
Efterhånden som sommeren skred frem, tog angrebene til i styrke og hyppighed. Dusinvis af afghanske soldater, medarbejdere fra NGO'er og humanitære organisationer samt adskillige amerikanske soldater døde under talibans angreb. 

#### Træfninger i Zabul-provinsen's Dai Chopan-distrikt
Ud over guerillaangrebene begyndte Taliban at samle folk i distriktet Dai Chopan i Zabul-provinsen. Distriktet består af høje bjerge og dybe kløfter, og for Taliban var det et perfekt sted at kæmpe mod den afghanske regering og koalitionen. I sommerens løb samledes den måske største koncentration af militante talibanere siden talibanregimets fald i området: op mod 1,000 guerillaer. Over 220 med  afghanske politifolk blev dræbt i august 2003.
Som svar begyndte koalitionsstyrkerne at forberede offensiver, der skulle rydde området for oprørsstyrker. I slutningen af august 2005 angreb afghanske styrker støttet af amerikanske land- og luftangreb Talibans stillinger i bjergene. Efter en uges kampe blev taliban drevet tilbage med tab på omkring 124 mand ifølge afghanske regeringskilder. Talibans talsmænd benægtede tallene, og også de amerikanske estimater er noget lavere.

### 2006
Fra 5. oktober 2006 havde ISAF mandat til at operere i hele Afghanistan.

#### De sydlige provinser: Helmand, Orūzgān og Kandahar
Fra januar 2006 begyndte NATO's International Security Assistance Force (ISAF) at erstatte USA's styrker i det sydlige Afghanistan. Den britiske 16th Air Assault Brigade, der senere blev forstærket med britiske marinesoldater, udgjorde kernen i denne styrke med støtte fra Australien, Canada og Holland. Styrken bestod af omkring 3,300 britiske soldater, 2,300 fra Canada, 1,400 fra Holland, 290 fra Danmark, 300 fra Australien og 150 fra Estland. Luftstøtte blev leveret af USA, Storbritannien, Holland, Norge og Frankrig.
I januar 2006 var NATO's fokus i Afghanistan at danne Provincial reconstruction teams, der under militærbeskyttelse skulle hjælpe med genopbygning af området: briterne i Helmand-provinsen,  Holland og Canada i provinserne Orūzgān og Kandahar. Lokale Talibanledere var imod disse planer og kaldte til modstand.
I 2006 så det sydlige Afghanistan den voldsomste stigning af vold i landet, siden Talibanstyret blev væltet i 2001, da de nyankomne NATO-styrker kæmpede mod talibanstyrkerne. NATO-operationer havde britiske, canadiske og hollandske ledere. 17. marts 2006 begyndte Operation Mountain Thrust, der skulle bekæmpe talibanstyrkerne. I juli indledte de canadiske styrker Operation Medusa, hvis mål var at rydde området helt for talibanstyrker. I operationen deltog britiske, hollandske og danske soldater. Andre NATO-operationer var Operation Mountain Fury og Operation Falcon Summit.

##### Træfninger i Helmand-provinens Musa Qala
I juli 2006 afløste en ISAF-styrke af danske soldater fra Gardehusarregimentet en ISAF-styrke af britisk soldater i byen Musa Qala. Styrken kontrollerede byen juli-august 2006 og oplevede i den forbindelse nogle af de sværeste kampe for den danske hær siden 2. Slesvigske Krig i 1864.
Da den britiske styrke i Musa Qala skulle afløses i juli 2006, faldt valget på en dansk let spejdereskadron fra Gardehusarregimentet, som var en del af den britiskledede "Helmand Task Force". Omkring 100 spejdere blev sendt af sted fra den danske hovedlejr Camp Bastion og på en farefuld vej 70 km til Musa Qala. Allerede på vej til Musa Qala blev de danske styrker angrebet fire gange af Taliban, der dog ikke kunne hindre den danske fremrykning. Den 23. juli blev tre danske soldater såret, da deres køretøj påkørte en mine. Den britiske styrke i Musa Qala blev afløst den 25. juli, og i de kommende 36 dage blev den danske styrke angrebet op mod 70 gange af Taliban. I begyndelsen både om dagen og om natten, men da Taliban forstod, at de danske spejdere havde natkampudstyr, indskrænkede de deres angreb til dagangreb. De danske styrker kæmpede med alle til rådighed værende midler og tilkaldte eksempelvis flystøtte 78 gange fra NATO. Taliban svarede igen med morterer og raketter mod de danske styrker. En dansk soldat blev hårdt såret af et skud i hovedet, hvilket var det værste tab de danske styrker led, inden de blev fjernet fra Musa Qala den 25. august 2006. Talibans tabstal har været omdiskuteret. Oberst Henrik Sommer fra Hærens Operative Kommando (HOK) oplyste først, at op til 70 talibanere var  dræbt af de danske styrker. Den 28. august 2006 meddelte forsvarsminister Søren Gade (V) i Det Udenrigspolitiske Nævn, at 25 Talibaner var blevet dræbt.

##### Kampe i Kandahar-provinsens Panjwaii-distrikt
I sommeren 2006 blev der kæmpet i distriktet Panjwai i Kandahar-provinsen. Fra Koalitionen kæmpede canadiske og afghanske styrker med støtte fra mindre elementer af soldater fra Holland, USA og Storbritannien. I juli og september-oktober 2006 rasede kampe i området.
15. december 2006 begyndte Operation Falcon Summit. Styrker fra Storbritannien, Canada, Danmark og Estland samledes i Panjwaii. Operationens mål var at opretholde det pres, den tidligere Operation Medusa havde lagt på Taliban, og rydde distrikterne Panjwaii og Zhari for Taliban-styrker. 
Et område ved byen Howz-e-Madad med omkring 400 talibansoldater blev omringet. 2. januar 2007 erklærede lederen af de canadiske styrker, at operationen var en succes, at distrikterne var blevet sikret, og at en række Talibanledere var blevet dræbt.

### 2007

#### Operationer udført af Koalitionen
I 2007 gennemførte koalitionsstyrkerne en række offensive operationer. I januar og februar gennemførte britiske marinesoldater Operation Volcano, der skulle rydde landsbyen Barijku nord for vandkraftanlægget Kajaki for Talibaner. Det britiske forsvarsministerium meddelte i februar, at det britiske kontingent i Afghanistan skulle øges med 1.400 soldater, til 7.700.
Operation Achilles, en større offensiv gennemførtes fra marts til slutningen af maj. 
Som en del af denne operationen begyndte Operation Silver 5. april og Operation Silicon begyndte 30. april. 
De  blev gennemført for at opretholde presset på Taliban.
12. maj 2007 dræbte ISAF styrker Mullah Dadullah, en højtstående talibanleder, der styrede Talibans operationer i det sydlige Afghanistan.
Operation Achilles sluttede 30. maj 2007 og blev fulgt af Operation Lastay Kulang samme dag.

### 2014

#### Efter afslutning af udlån af danske militærenheder til ISAF-operationen
Den 23. maj 2014 vendte de sidste danske [militærenhed på udlån til ISAF] tilbage fra Afghanistan.
Bastion-leiren og Leatherneck-leiren blev overført til afghanske styrker, henholdsvis fra Storbritannien og USA, d. 26. oktober 2014.

#### Resolutionen til FN's sikkerhedsråd, om ny NATO-ledet operation (fra 2015); afslutning af ISAF-operationen, december 2014
Operation Resolute Support, blev autoriseret af FN's sikkerhedsråd 12. december 2014 med resolution 1386.
Den 28. december blev ISAF-operationen formelt afsluttet.

## Efter start af ny NATO-ledet operation fra 1. januar 2015
Den 1. januar 2015 begyndte den NATO-ledede Operation Resolute Support (frit oversat: operation resolut støtte).
I slutningen af 2016 reducerede USA sin styrke til ca. 8.400 soldater; de var stationeret fire steder: Kandahar, Bagram, Jalalabad og Kabul. Tidligere forventede man, at styrken af NATO-soldater skulle være ca. 13.000 inklusive ca. 9.800 soldater fra USA, samt 26.000 underleverandører til militærvæsenet.)

### Operationens lån af danske soldater og politifolk
Fra januar 2015 [og pr. maj 2016], "har 161 danske soldater og politifolk deltaget i den internationale operation, som skal træne, rådgive og støtte de afghanske sikkerhedsstyrker."

## Den afghanske stats sikkerhedsstyrker
Afghanistans sikkerhedsstyrker (قوات الأمن الوطنية الأفغانية; ANSF) udgøres af 
- Militæret i Afghanistan (اردوی ملی افغانستان)
- "det Afghanske Nationalpoliti" - Afghan National Police (ANP); (د افغانستان ملي پولیس; tysk: Die Afghanische Nationalpolizei)
- "det Lokale Afghanske Politi" - Afghan Local Police; tysk: Lokale Afghanische Polizei
- "det Nationale Sikkerhedsdirektorat"; persisk: ریاست امنیت ملی, Riyāsat-e amniyat-e mellī; kortform: Amaniyat; National Directorate of Security (NDS); tysk: Die Nationale Sicherheitsdirektion

Militæret i Afghanistan udgøres blandt andet af Afghanistan's hær, hvoraf 169.000 soldater antages at udgøre hærens active force strength, pr. januar 2015, ifølge Special Inspector General for Afghanistan Reconstruction(SIGAR), en etat tilhørende USA og baseret i Afghanistan.

## Tal på døde soldater, politi, modstandsfolk og civile
Fra Afghanistan's sikkerhedsstyrker er mere end 21.950 døde, pr. december 2014. 

### Tal på Koalitionens døde soldater og politi
| År    | Total døde i koalitionens | USA's døde | Danske døde | Britiske døde | Canadiske døde | Døde i øvrige lande i Koalitionen |
| ----- | ------------------------- | ---------- | ----------- | ------------- | -------------- | --------------------------------- |
| 2001  | 12                        | 12         | -           | -             | -              | -                                 |
| 2002  | 70                        | 49         | 3           | 3             | 4              | 11                                |
| 2003  | 58                        | 48         | -           | -             | 2              | 8                                 |
| 2004  | 60                        | 52         | 1           | 1             | 1              | 5                                 |
| 2005  | 131                       | 99         | -           | 1             | 1              | 30                                |
| 2006  | 191                       | 98         | -           | 39            | 36             | 18                                |
| 2007  | 232                       | 117        | 6           | 42            | 30             | 37                                |
| 2008  | 295                       | 155        | 13          | 51            | 32             | 44                                |
| 2009  | 521                       | 317        | 7           | 108           | 32             | 57                                |
| 2010  | 711                       | 499        | 9           | 103           | 16             | 100                               |
| 2011  | 566                       | -          | -           | -             | -              | -                                 |
| 2012  | 402                       | -          | -           | -             | -              | -                                 |
| 2013  | 161                       | -          | -           | -             | -              | -                                 |
| 2014  | 75                        | -          | -           | -             | -              | -                                 |
| 2015  | 27                        | -          | -           | -             | -              | -                                 |
| 2016  | 16                        | -          | -           | -             | -              | -                                 |
| Total | 3528                      | 2392       | 43          | 455           | 158            | 480                               |

### Civile
Tallet for døde civile er 26.270 pr. december 2014.

## Krigsforbrydelser og bortførelser af hjælpearbejdere
Krigsforbrydelser er blevet udført af modstandsfolk og af soldater tilhørende Koalitionen.

### Efter Shinwar-massakren
4. marts 2007 blev mindst 12 civile dræbt og 33 såret af amerikanske marinesoldater i Shinwar-distriktet i Nangrahar-provinsen, efter at en selvmordsbombe detonerede, og de blev beskudt. Marinesoldaterne reagerede på angrebet ved at beskyde forbipasserende civile langs landevejen med maskingeværild. Den 120 mand store enhed blev derefter bedt om at forlade landet, da enhedens relationer med den afghanske befolkning havde taget skade. Hændelsen kaldes for Shinwar-massakren.

### Bortførelse af 23 sydkoreanske hjælpearbejdere
19. juli 2007 blev 23 kristne sydkoreanske hjælpearbejdere bortført af Taliban to af gidslerne blev henrettet. Gidseltagerne krævede en række fængslede militsmedlemmer løsladt. Den sydkoreanske regering pressede på, for at Afghanistans regering skulle forhandle om gidslerne, men 7. august enedes både USA's præsident George W. Bush og Afghanistans præsident Hamid Karzai om, at der ikke skal tilbydes en handel for gidslernes frihed.

### Efter Maiwand-distrikt-drabene
I 2010 skete Maiwand-distrikt-drabene, hvor tre afghanske civile blev dræbt. Fire soldater fra USA [der formelt var en del af ISAF-operationen] blev dømt for drab; soldatene var udstationeret ved Ramrod-udposten. Drabene skete d. 14. januar 2010, d. 22. februar, og d. 2. maj 2010.

## Krigens konsekvenser
Krigen resulterede i talibanstyrets fald, men sikkerhedssituationen i landet er gradvist forværret, og den afghanske regering har reelt ikke større indflydelse uden for området omkring Kabul. Afghanistan er blevet verdens førende producent af illegal opium. En international styrke, ISAF, står nu sammen med de afghanske sikkerhedsstyrker for sikkerheden i hele landet. I august 2007 udtalte den britiske militære leder af Helmand-provinsen at det kan tage op mod 30-40 år at sikre Afghanistan.

### Øget opiumsproduktion
Efter Talibanstyrets fald er opiumsproduktionen i Afghanistan eksploderet. Opium anvendes til fremstillingen af heroin. Afghanistan står nu for 92 % af verdens illegale produktion af opium. Fra 2005 til 2006 steg opiumsproduktionen med 78 % Specielt i den usikre sydlige del af landet er opiumproduktionen udbredt. FN's narkotikakontor, UNODC, rapporterer at der er en direkte sammenhæng mellem sikkerhedssituationen og opiumsproduktionen. I de sikre områder producerer 20 % af bønderne opium, mens det er 80 % i områder med dårlig sikkerhed.
Der er uenighed blandt koalitionens medlemslande omkring strategien for opiumsbekæmpelsen. Nogle taler for at ødelægge opiumsmarkerne, mens andre taler for at finde alternative indtægtskilder til bønderne, da man frygter, at de ellers vil støtte Taliban.

### Ændring af placering på indeks over fejlslagne stater
I november 2006 advarede FN's sikkerhedsråd om, at Afghanistan kunne blive en såkaldt "fejlslagen stat" (en stat hvor regeringen har ringe praktisk kontrol over store dele af landets territorium) på grund af den forøgede vold, den illegale narkotikaproduktion og det svage statsapparat. 
I 2006 blev Afghanistan listet som nummer 10 på et indeks for fejlslagne stater, i 2005 lå landet som nummer 11.

### Antallet angreb udført af modstandsfolk
Fra 2005 til 2006 steg antallet af selvmordsangreb, konventionelle angreb og angreb med improviserede sprængladninger.

### Notes
1. 1 2 3 4 5 6 7 8 9 10  Major contributing nations with more than 200 troops as of May 2015

### Fodnoter
1. ↑  "News – Resolute Support Mission". Arkiveret fra originalen 28. februar 2015. Hentet 4. oktober 2015.
2. ↑  While U.S. debates Afghanistan policy, Taliban beefs up | McClatchy
3. ↑  "iCasualties | Operation Enduring Freedom | Afghanistan". Arkiveret fra originalen 26. januar 2016. Hentet 9. juni 2010.
4. ↑  http://www.defense.gov/news/casualty.pdf
5. ↑  http://www.mod.uk/DefenceInternet/AboutDefence/CorporatePublications/DoctrineOperationsandDiplomacyPublications/OperationsInAfghanistan/OpHerrickCasualtyAndFatalityTables.htm Arkiveret 30. november 2012 hos  Wayback Machine , http://www.mod.uk/NR/rdonlyres/03645441-065E-4E0A-9F62-B8AEBDAC8151/0/opherrickcasualtytablesto15june2010.pdf
6. ↑  1,580 Canadian soldiers injured and killed in Afghanistan | Reality Bites
7. ↑  U.S. Department of Labor – Office of Workers' Compensation Programs (OWCP) – Division of Longshore and Harbor Workers' Compensation (DLHWC)
8. ↑  The Taliban Resurgence in Afghanistan Arkiveret 27. september 2006 hos  Wayback Machine – Council on Foreign Relations, 30. maj 2006
9. ↑  Hy S. Rothstein, Afghanistan: and the troubled future of unconventional warfare (2006) Manas Publications, ISBN 81-7049-306-4
10. 1 2 3  Afghanistan could return to being a ‘failed State,’ warns Security Council mission chief – UN News Centre – un.org
11. ↑  Osama bin Laden – Wealthy Saudi exile is a terrorist mastermind – infoplease.com
12. ↑  Primer on the Embassy Bombings and the U.S. Strikes on Sudan and Afghanistan – infoplease.com
13. ↑  the Al-Qaida and Taliban Sanctions Committee – 1267 – FN's sikkerhedsråd
14. ↑  Investigating al-Qaeda: Overview – BBC News, 4. marts 2003
15. ↑  Bin Laden says he wasn't behind attacks Arkiveret 5. juli 2006 hos  Wayback Machine – CNN.com, 17. september 2001
16. ↑  Bin Laden claims responsibility for 9/11 – CBC News, 29. oktober 2004
17. ↑  Transcript of President Bush's address Arkiveret 6. august 2013 hos  Wayback Machine – CNN.com, 21. september 2001
18. ↑  Freed aid workers describe Taliban jail rescue – The Guardian, 16. november 2001
19. ↑  The Smoking Gun – The Taliban Agreed To Extradite Osama Bin Laden To Another Country Arkiveret 25. februar 2011 hos  Wayback Machine – j-n-v.org, 8. oktober 2001
20. ↑  U.S. rejects Taliban offer to try bin Laden Arkiveret 15. april 2011 hos  Wayback Machine – CNN.com, 7. oktober 2001
21. ↑  Bush rejects Taliban offer to hand Bin Laden over – 14. oktober 2001
22. ↑  Afghanistan wakes after night of intense bombings Arkiveret 17. september 2007 hos  Wayback Machine – CNN.com, 7. oktober 2001
23. ↑  Bush Addresses The Nation To Announce Attacks On Afghanistan Arkiveret 2. september 2007 hos  Wayback Machine – australianpolitics.com, 7. oktober 2001
24. ↑  Defense officials: Air operation to last 'several days' Arkiveret 8. marts 2007 hos  Wayback Machine – CNN.com, 7. oktober 2001
25. 1 2 3 4 5 6  The Afghan Air War – Dr. Rebecca Grant Arkiveret 3. marts 2008 hos  Wayback Machine – Air Force Association, september 2002
26. ↑  September 1986: CIA Provides Afghan Rebels Stinger Missiles – Cooperative Research
27. ↑  US fears Stinger missiles can be used against its own in Afghanistan – globalsecurity.org, 4. december 2001
28. ↑  US forces would face punishing terrain, battle-hardened opponents in Afghanistan – John J. Lumpkin, Associated Press – boston.com, 19. september 2001
29. ↑  Opposition troops closing in on Mazar-e-Sharif – CBC News 7. december 2001
30. ↑  Concern over Afghan massacre reports – BBC News, 14. november 2001
31. ↑  US allies deny 'Mazar massacre' – BBC News, 16. november 2001
32. ↑  Rebels: Mazar-i-Sharif is Ours Arkiveret 30. oktober 2010 hos  Wayback Machine – TIME, 9. november 2001
33. ↑  Afghan Rebels Seize Control of Kabul – washingtonpost.com, 14. november 2001
34. ↑  Al-Qaedas last stronghold – Tora Bora – The Guardian, interaktiv flash-præsentation
35. ↑  The ‘airlift of evil’ – Why did we let Pakistan pull ‘volunteers’ out of Kunduz? Arkiveret 16. december 2005 hos  Wayback Machine – msnbc.com, 29. november 2001
36. ↑  Seymour M. Hersh, "The Getaway" – The New Yorker, 28. januar 2002, s. 36
37. ↑  Kunduz celebrates end of siege – BBC News, 26. november 2001
38. ↑  Spann described as a hero Arkiveret 17. januar 2007 hos  Wayback Machine – CNN.com, 28. november 2001
39. ↑  Inside The Battle At Qala-I-Jangi Arkiveret 30. september 2007 hos  Wayback Machine – TIME, 10. december 2001
40. ↑  House of War: Uprising at Maza-i-Sharif – interaktiv præsentation af slagets gang. CNN.com
41. ↑  The Massacre at Qala-i-Jangi Arkiveret 14. december 2007 hos  Wayback Machine – historie fra The Guardian på www.qern.org
42. ↑  Taleban-leder vil kæmpe til døden – Børsen, 29. november 2001
43. ↑  'The Americans ... They Just Drop Their Bombs and Leave' Arkiveret 28. september 2007 hos  Wayback Machine – Artikel fra Los Angeles Times, 2. juni 2002, på ccmep.org
44. ↑  Taleban har afgivet magten i Kandahar – Børsen, 7. december 2001
45. 1 2  Tora Bora-krigerne nedkæmpet – Politiken.dk, 17. december 2001
46. ↑  Document suggests bin Laden escaped at Tora Bora – CNN.com, 24. marts 2005
47. ↑  ISAF – Chronology Arkiveret 13. november 2010 hos  Wayback Machine – www.nato.int
48. 1 2 3  Krigen mod Taleban – 2001-2002 – Politiken
49. ↑  Skjulte forsvaret oplysninger om tortur i Afghanistan? Arkiveret 5. marts 2016 hos  Wayback Machine fra Politiken 11. september 2005, 1. sektion, side 1 – på dr.dk
50. ↑  Dårligt vejr stopper ikke kampene i Afghanistan Arkiveret 29. september 2007 hos  Wayback Machine – Politiken, 8. marts 2002
51. 1 2  Operation Anaconda costs 8 U.S. lives Arkiveret 15. november 2007 hos  Wayback Machine – CNN.com, 4. marts 2002
52. ↑  World Briefing – Asia: Afghanistan: Taliban Leader Vows Return – The New York Times, 13. november 2004
53. ↑  Leaflet War Rages in Afghan Countryside- fra Associated Press, 14. februar 2003 – Inellnet.org
54. ↑  Taliban regroups – on the road – Christian Science Monitor, 27. juni 2003
55. 1 2 3  Taliban appears to be regrouped and well-funded – Christian Science Monitor, 8. maj 2003
56. ↑  12 Afghans Surrender After Firefight – Jim Garamone – American Forces Press Service – globalsecurity.org
57. ↑  ISAF – Expansion – www.nato.int
58. ↑  UK troops take over Afghan duties – BBC News, 1. maj 2006
59. ↑  Canada set for longer Afghan stay – BBC News, 16. maj 2006
60. ↑  More Dutch troops for Afghanistan – BBC News, 3. februar 2006
61. ↑  Danmark i krig – tidslinje – Politiken.dk
62. ↑  Australia outlines Afghan force – BBC News, 8. maj 2006
63. ↑  Estonia To Increase Troops in Afghanistan  (Webside ikke længere tilgængelig) – DefenseNews.com, 3. november 2005
64. ↑  Taleban vow to defeat UK troops – BBC News, 7. juni 2006
65. ↑  Danmark i Krig: Vejen til helvede – Politiken.dk, 7. april 2007: "I Musa Qala i den afghanske Helmandprovins var danske soldater i hårde kampe mod Taliban – de hårdeste siden slaget ved Dybbøl i 1864."
66. ↑  Dagbog fra Musa Qala – af Christian Brøndum, berlingske.dk
67. ↑  Heltene fra Musa Qala – Debatindlæg af Jens Ringsmose Forsker, Dansk Institut for Militære Studier, avisen.dk, 6. juni 2007
68. 1 2  "Forsvaret, nr. 5, 2006" (PDF). Arkiveret (PDF) fra originalen 27. september 2007. Hentet 27. september 2007.
69. ↑  Daglige angreb på danske soldater – DR.dk, 1. august 2006
70. ↑  Danskernes længste kamp Arkiveret 27. september 2007 hos  Wayback Machine – danskpanser.dk, artikel fra Berlingske Tidende af Christian Brøndum
71. ↑  Gade: Danske soldater har dræbt mindst 25 talibanere – Fyens Stiftstidende, 29. august 2006
72. ↑  Afghan troops launch anti-Taliban offensive Arkiveret 13. februar 2021 hos  Wayback Machine – CTV.ca, 15. december 2006
73. ↑  Soft approach working in Operation Baaz Tsuka Arkiveret 13. februar 2021 hos  Wayback Machine – CTV.ca, 22. december 2006
74. ↑  Commander says Baaz Tsuka offensive a success Arkiveret 16. oktober 2007 hos  Wayback Machine – CTV.ca, 2. januar 2007
75. ↑   (Webside ikke længere tilgængelig) Marines clear Taliban from key Afghan dam Arkiveret 13. februar 2007 hos  Wayback Machine – Defence News, 5. februar 2007
76. ↑   (Webside ikke længere tilgængelig) 1,400 extra UK troops to deploy to Afghanistan Arkiveret 26. september 2007 hos  Wayback Machine – Defence News, 26. februar 2007
77. ↑  Operations in Afghanistan: British Forces – Defence Fact Sheet
78. ↑  British and Afghan troops launch Operation SILICON Arkiveret 8. maj 2007 hos  Wayback Machine – Defence New, 2. maj 2007
79. ↑  Taliban commander Mullah Dadullah killed Arkiveret 17. juni 2007 hos  Wayback Machine – Channel 4 News, 13. maj 2007
80. ↑  Alle danske kamptropper hjemme fra Helmand - Politiken.dk
81. ↑    - Syal, Ryan (26. oktober 2014). "UK troops hand over Camp Bastion to Afghan forces, ending 13-year campaign". The Guardian. The Guardian. Hentet 26. oktober 2014.
  - Kay Johnson, Raissa Kasolowsky, Michael Perry and Kevin Liffey. "Britain ends combat role in Afghanistan, last US Marines hand over base". Reuters. Reuters. Reuters. Arkiveret fra originalen 26. oktober 2014. Hentet 26. oktober 2014.{{cite news}}:  CS1-vedligeholdelse: Flere navne: authors list (link)
  - Loyn, David (26. oktober 2014). "What have British troops achieved in Afghanistan?". BBC News Asia. BBC News Asia. Hentet 26. oktober 2014.
82. ↑  "Afghanistan: Security Council backs agreement on new non-combat NATO mission". United Nations News Centre. 12. december 2014. Hentet 16. december 2014.
83. ↑  Roberts, Dan (6. juli 2016). "Obama delays US troop withdrawal from 'precarious' Afghanistan". The Guardian. The Guardian. Hentet 6. juli 2016.
84. ↑  Gregory Korte and Tom Vanden Brook (6. juli 2016). "Obama: 8,400 troops to remain in Afghanistan". USA Today. USA Today. Hentet 6. juli 2016.
85. ↑  Stephen Collinson and Tal Kopan (juli 6,  2016). "Obama to leave more troops than planned in Afghanistan". CNN. CNN. Hentet juli 6,  2016.
86. ↑  E. Lee, Carol (6. juli 2016). "Obama to Slow Troop Withdrawal From Afghanistan". The Wall Street Journal. The Wall Street Journal. Hentet 6. juli 2016.
87. ↑  Recknagel, Charles (30. september 2014). "Explainer: Key Points In U.S.-Afghan Bilateral Security Agreement". Radio Free Europe and Radio Liberty. Radio Free Europe and Radio Liberty. Hentet 26. oktober 2014.
88. ↑  "The general's words". The Economist. ISSN 0013-0613. Hentet 2016-06-12.
89. ↑  "How Obama's Afghanistan plan is forcing the Army to replace soldiers with contractors". Washington Post. Hentet 2016-06-12.
90. ↑  https://www.dr.dk/nyheder/politik/danmark-sender-flere-soldater-til-afghanistan Hentet 23. januar 2017
91. ↑  War-related Death, Injury, and Displacement in Afghanistan and Pakistan 2001-2014. s. 8. "I estimate that about 7,750 ANA have been killed and almost twice as many Afghan National Police, about 14,200 police, have been killed as of late December 2014, when the US combat mission ended."
92. ↑  "Icasualties: Fatalities by year". Arkiveret fra originalen 27. oktober 2018. Hentet 7. september 2011.
93. ↑  War-related Death, Injury, and Displacement in Afghanistan and Pakistan 2001-2014
94. ↑  Pentagon inquiry finds US Marine unit killed Afghan civilians – The Christian Science Monitor, 16. april 2007
95. ↑  Marine Unit Is Told To Leave Afghanistan – washingtonpost.com, 24. marts 2007
96. ↑  Prince, Stephen (13. august 2013). Firestorm: American Film in the Age of Terrorism. Columbia University Press. s. 210. ISBN 978-0231148702. Hentet 6. maj 2015.
South Asia Defence and Strategic Year Book. Panchsheel. 2009. s. 254. Hentet 6. maj 2015.
Tucker, Spencer C., red. (8. oktober 2010). Encyclopedia of Middle East Wars, The: The United States in the Persian Gulf, Afghanistan, and Iraq Conflicts. ABC-CLIO. s. 1368. ISBN 9781851099481.
Danes, Kay (2010). Beneath the Pale Blue Burqa: One Woman's Journey Through Taliban Strongholds. Big Sky Publishing. s. 110. ISBN 978-0980658286. Hentet 6. maj 2015.
97. ↑  Koreanske gidsler var advaret om Taleban – politiken.dk, 1. august 2007
98. ↑  Myrdet koreansk gidsel identificeret – politiken.dk, 31. juli 2007
99. ↑  Fortsat uenighed om møde med gidseltagere – politiken.dk, 4. august 2007
100. ↑  Ingen handel med Taleban om sydkoreanske gidsler – politiken.dk, 7. august 2007
101. ↑  "Court Sentences 'Kill Team' Soldier to 24 Years in Prison". Der Spiegel. 24. marts 2011.
102. ↑  Harris, Paul (2011-03-23). "US military (News),US news,Afghanistan (News),World news". The Guardian. London.
103. ↑  "US military drops 'kill team' charges against soldier". The Guardian. London. 2012-02-04.
104. ↑  Ashton, Adam (2012-02-03). "Army drops murder charge against last soldier tied to "kill team" cases | Northwest McClatchy". The Bellingham Herald. Arkiveret fra originalen 20. juli 2012. Hentet 2012-07-17.
105. ↑  
Marc Hujer (2010-09-13). "Did US Soldiers Target Afghan Civilians? War Crime Allegations Threaten to Harm America's Image". Der Spiegel. Hentet 2010-09-17.
106. ↑  
Hal Bernton (2010-08-24). "Stryker soldiers allegedly plotted to kill Afghan civilians". Seattle Times. Hentet 2010-09-15.
107. 1 2 3  Strid om opiumsbekæmpelse Arkiveret 29. juni 2007 hos  Wayback Machine – bt.dk, 26. juni 2007
108. ↑  Afghan victory 'could take 38 years' – The Guardian, 5. august 2007
109. ↑  Sejr i Afghanistan kan tage 30 år Arkiveret 15. august 2007 hos  Wayback Machine – politiken.dk, 8. august 2007
110. ↑  Afghanistans opiumsproduktion slår nye rekorder Arkiveret 27. september 2007 hos  Wayback Machine – bt.dk, 25. august 2006
111. ↑  Afghan opium cultivation shows divergent north-south trends in 2007, UNODC survey shows Arkiveret 18. maj 2007 hos  Wayback Machine – unodc.org, 5. marts 2007
112. ↑  Fogh: Danske soldater skal ikke bekæmpe opium Arkiveret 30. september 2007 hos  Wayback Machine – bt.dk, 17. maj 2007
113. ↑  Indekset sammenfattes af US Foreign Policy magazine og den USA-baserede tænketank Fund for Peace
114. ↑  Sudan tops 'failed states index' – BBC NEWS, 2. maj 2006
115. ↑  One War We Can Still Win – The New York Times, 13. december 2006